# Neritodes verrucata
Neritodes verrucata là một loài bướm đêm trong họ Geometridae.